# Eumerus olivaceus
Eumerus olivaceus är en tvåvingeart som beskrevs av Friedrich Hermann Loew 1848. Eumerus olivaceus ingår i släktet månblomflugor, och familjen blomflugor.
Artens utbredningsområde är Italien. Inga underarter finns listade i Catalogue of Life.